# Dicranella falcularia
Dicranella falcularia är en bladmossart som beskrevs av C. Müller och Per Karl Hjalmar Dusén 1896. Dicranella falcularia ingår i släktet jordmossor, och familjen Dicranaceae. Inga underarter finns listade i Catalogue of Life.